# دکتر اسلیپ (فیلم)
دکتر اسلیپ (به انگلیسی: Doctor Sleep)، یک فیلم آمریکایی در ژانر فانتزی تاریک ترسناک به نویسندگی و کارگردانی مایک فلناگان است که در سال ۲۰۱۹ اکران شد. فلناگان علاوه بر نویسندگی و کارگردانی فیلم، تدوین‌گر و یکی از تهیه‌کنندگان اجرایی فیلم نیز است. دکتر اسلیپ دنباله‌ای بر فیلم مشهور درخشش به کارگردانی استنلی کوبریک است و فیلم‌نامه آن بر اساس رمانی به همین نام که در سال ۲۰۱۳ توسط استیون کینگ نوشته شده، به رشته تحریر درآمده است. در این فیلم، یوان مک‌گرگور در نقش دنی تورنس ظاهر شده‌است. از دیگر بازیگران فیلم می‌توان به ربکا فرگوسن، کایلی کرن، بروس گرینوود، امیلی آلین لیند و جیکوب ترمبلی اشاره کرد.
کمپانی برادران وارنر برای مدت زیادی تلاش کرد تا اقتباس سینمایی از رمان دکتر اسلیپ را بسازد اما پروژه به خاطر تأمین نشدن بودجه مناسب چندین بار متوقف شد. تا اینکه بعد از موفقیت بزرگ فیلم ترسناک آن در گیشه که بر اساس یکی از دیگر از رمان‌های کینگ ساخته شده‌است، بودجه مناسب برای ساخت فیلم در اختیار سازندگان قرار گرفت. فیلم‌برداری فیلم از سپتامبر ۲۰۱۸ در جورجیا آغاز شد و دسامبر همین سال در آتلانتا به پایان رسید.
دکتر اسلیپ اکران جهانی خود را از تاریخ ۸ نوامبر ۲۰۱۹ آغاز کرد. فیلم با واکنش مثبت منتقدان همراه بود و در زمینه کارگردانی، موسیقی، فضاسازی، وفاداری به رمان و عملکرد مک‌گرگور و فرگوسن ستایش شد، هم‌چنین مدت طولانی فیلم و ریتم کند آن مورد انتقاد قرار گرفت.

## خلاصه داستان
سال‌ها بعد از رویدادهای قسمت نخست، دنی تورنس که همچنان با کابوس‌های دوران کودکی خود درگیر است، دختر بچه‌ای را ملاقات می‌کند که قدرت‌هایی شبیه او داشته و دنی باید بین کمک کردن به خودش و این دختر یک مسیر را انتخاب کند.

## بازیگران
- یوان مک‌گرگور
- ربکا فرگوسن
- کایلی کرن
- کلیف کرتیس
- امیلی آلین لیند
- بروس گرینوود
- کارل لامبلی
- جیکوب ترمبلی